# グレース・パー
グレース・パー（Grace Parr）は、オーストラリア出身の女優。

## 出演
TVシリーズ
- Vietnam （1987）[1]
- The Girl from Steel City（1987）[1]

ビデオ
- ウルトラマンG（1990年 キム・シャオミン役）